# 朗维斯高架桥
朗维斯高架桥（德語：Langwieser Viadukt）是一座跨越普萊蘇爾河的铁路桥，位于 瑞士格劳宾登州的朗维斯火车站附近。桥梁上为单线的雷蒂亚铁路。桥梁由Hermann Schürch设计，由Eduard Züblin在1912-1914年间建造。作为划时代的钢筋混凝土桥梁，它被收录于瑞士国家和区域重要文化财产名录中。

## 历史
此桥所在的线路是雷蒂亚铁路系统里最晚建成的；建造过程中采用了很多新式的施工方法和技术。其中，作为世界上第一座使用钢筋混凝土建造的桥，朗维斯桥是一个划时代的标志。

## 技术参数
桥的长度为284（932英尺）（一说 287（942英尺）)，主跨为长100（330英尺）、高42（138英尺）的拱。此桥共13个桥洞。
此桥完工时，是世界上最长的铁路桥，也是特林木匠Richard Coray的杰作。施工时，共使用了800立方米的脚手架。